# カール・パーキンス
カール・リー・パーキンス（Carl Lee Perkins、1932年4月9日 - 1998年1月19日）は、アメリカ合衆国のロカビリー・ミュージシャン。1954年より主にテネシー州メンフィスのサン・レコードでしていた。初期のロックンロールの立役者としてエルヴィス・プレスリーらとともにサンの黄金期を飾ったうちの1人である。
チャーリー・ダニエルズは「カール・パーキンスの曲はロカビリーの時代の象徴であり、彼のサウンドこそが本物のロカビリーである。なぜなら彼はずっと変わらないから」と語った。パーキンスの曲はエルヴィス・プレスリー、ビートルズ、ジミ・ヘンドリックス、ジョニー・キャッシュなど影響力のあるアーティストおよび友人たちにカバーされ、彼の音楽業界での地位を確固たるものにした。ポール・マッカートニーは「もしもカール・パーキンスがいなかったら、ビートルズは存在しなかった」と語った。
「ロカビリー界の王」と呼ばれ、ロックの殿堂、ロカビリーの殿堂、ナッシュヴィル作曲家の殿堂に殿堂入りし、グラミーの殿堂入りも果たした。
「ローリング・ストーンの選ぶ歴史上最も偉大な100組のアーティスト」において第99位。
2011年、「ローリング・ストーンの選ぶ歴史上最も偉大な100人のギタリスト」において第88位。

## 来歴

### 生い立ち
テネシー州ティプトンヴィル近郊の貧しい小作農家で、イングランド系とドイツ系の血を引く父バックと母ルイーズの次男として生まれた（兄ジェイ・パーキンス、弟クレイトン・パーキンス。後にこの2人と、友人のW. S. ホーランドと共にバンドを結成する）。6歳から綿花農園のアフリカ系アメリカ人労働者が歌うアメリカ合衆国南部のゴスペルを聴いて育ったパーキンスは、学校から帰宅後農園で働いた。夏季には12から14時間にも及んだ労働により、パーキンスと兄のジェイは2人合わせて日当50セントを受け取っていた。借金を負わずに家族全員と共に働いた結果、パーキンスは豆や芋だけでなく父のたばこの他に時々5セントの飴を買うこともできた。
ある土曜の夜、父と共にラジオで『グランド・オール・オープリー』を聴き、ロイ・エイカフに影響されたパーキンスは両親にギターをねだった。父は本物のギターを購入できなかったため、たばこの箱と箒の柄を使ってギターを制作した。後に貧困に窮した近所の住民が、中古の弦と使い古されたギター(ジーン・オウトリー・モデル)の売却を申し出たため、父は2ドルで買い取ってパーキンスに与えた。
パーキンスはギターの練習に励み、翌年にかつてグランド・オール・オープリーで聴いたエイカフの『The Great Speckled Bird』、『Wabash Cannonball』を演奏できるようになった。またパーキンスはこの頃にビル・モンローの演奏法と歌唱法に影響を受けた。またジョン・リー・フッカーを手本にして練習する。これらの経験が、カントリーのビートでブルースを演奏するロカビリーの原点を作り上げたのである。
やがて、パーキンスは同じ農園で働く黒人で友人のジョン・ウェストブルックからギターの奏法を習った。周囲に黒人が多い中、唯一の白人家庭に育ったパーキンスは、自然と黒人の音楽にも触れる様になった。パーキンスが「アンクル・ジョン」と呼んでいた彼は、当時60代のアフリカ系アメリカ人で、使い古したアコースティック・ギターでブルースやゴスペルを演奏していた。ウェストブルックはパーキンスを指導した際、「下げて体に近づけろ。弦と頭を通して自分がいる所に魂が下りてくるのを感じることができる。振動してみよう」と助言したことで知られている。弦が切れても買えないため、当時のパーキンスはそれらを繋いで再使用した。他の音を出すためにスライドさせるとその結び目で指を切ってしまうことがあるため、わざと外してできたのがブルー・ノート・スケールである。
Lake County Fourth Grade Marching Band のメンバーに採用され、経済的理由によりバンドの指導者であるリー・マカッチャンに新しい白いシャツ、コットン・パンツ、白い帽子、赤いケープを与えられた。
1947年1月、パーキンス一家はテネシー州レイク郡からマディソン郡に転居した。よりメンフィスに近付いたため、様々なジャンルの音楽をラジオで聴くことができるようになった。14歳の頃にカントリー・ミュージックで標準であったI IV Vのコード進行で、「Let Me Take You To the Movie, Magg」（Movie Magg）を作曲し、後にこの曲でサム・フィリップスはパーキンスとサン・レコードを通じて契約することを決めた。

### 初期
1946年末のように毎週水曜日、パーキンスと兄のジェイはテネシー州ジャクソンの南へ約12マイルの45号線沿いの酒場コットン・ボールでチップを得ることで初めてプロとしての演奏を行った。パーキンスはこの時まだ14歳であった。アップテンポに変更しカントリーとブルースの要素をミックスしたビル・モンローの「ブルー・ムーン・オブ・ケンタッキー」などを演奏した。演奏の報酬の1つとして飲み物が無料となったため、初めての演奏の夜にパーキンスはビールを4杯飲んだ。それから1ヶ月も経たないうちにジャクソンの西の境界近くの酒場サンド・ディッチで毎週金曜日と土曜日に定期出演を開始した。どちらの酒場でも、パーキンス兄弟は喧嘩に参加することで有名だった。
その後2年間、パーキンス・ブラザーズはジャクソン周辺のエル・ランショ、ザ・ロードサイド・イン、ザ・ヒルトップなど他の酒場でも演奏を始め、よく知られるようになった。パーキンスは弟のクレイトンを説得してベースフィドルを演奏させてバンドに取り込んだ。
1940年代後半、パーキンスはテネシー・ランブラーズのメンバーとしてジャクソンのラジオ局WTJS-AMにレギュラー出演していた。『Hayloft Frolic』にも出演し、『グランド・オール・オープリー』でのロバート・ランの「Talking Blues」など2曲を演奏していた。『The Early Morning Farm and Home Hour』に最初はパーキンスのみ、後に兄弟も出演した。圧倒的な支持を受け、マザーズ・ベスト・フラワー提供の15分間のコーナーを持つことになった。1940年代終盤、パーキンス・ブラザーズはジャクソンでは最も有名なバンドになった。
パーキンスはこの数年間、音楽の他に仕事を持っており、当初綿花摘みをしていたがその後デイズ・デイリーに勤務し、さらにその後はマットレス工場と電池工場に勤務した。1951年から1952年まではコロニアル・ベイキング・カンパニーに勤務した。
1953年1月、パーキンスは長年の知人であったヴァルダ・クライダーと結婚した。妻が代わりに働き始めたことでパーキンスはパン工場での勤務時間を減らし、週6日演奏できるようになった。同年後期、それまで音楽の経験がなかったが天性のリズム感があるW・S・ホランドがドラム奏者として参加した。
マルコム・イエルヴィントンは彼らを1953年にテネシー州コヴィントンで演奏していた頃から知っていた。イエルヴィントンはパーキンスについて彼独自の独特のブルースのようなスタイルを持っていたと語った。1955年頃までパーキンスはテープ・レコーダーを借りてデモ・テープを自作し、宛先は市名と社名のみでコロムビア・レコードやRCAレコードなどに送った。クラブ等に出演する傍ら、デモ・テープを色々なレコード会社に送るも、全く反応が無く、意気消沈としていた。
1954年7月、パーキンスと妻のヴァルダは、サン・レコードから既にデビューしていたエルヴィス・プレスリー、スコティ・ムーア、ビル・ブラックの新曲「ブルー・ムーン・オブ・ケンタッキー」をラジオで聴き、ヴァルダはパーキンスにメンフィスにいる誰かがきっと理解してくれるはずだと語った。後にプレスリーは、パーキンスに会ってエル・ランショでの演奏を聴くためにジャクソンに行ったことがあると語った。「ブルー・ムーン・オブ・ケンタッキー」が終わると、彼は「私たちの演奏を理解してくれる人がメンフィスにいる。彼に会わなくてはならない」と語った。
数年後、演奏仲間のジーン・ヴィンセントはインタビューで「ブルー・ムーン・オブ・ケンタッキー」について、「新しいサウンドではなくその時すでに多くの人々、特にカール・パーキンスがこのようなサウンドを作り上げていた」と語った。

### サン・レコード
プレスリーの音楽性に共感したパーキンスは対抗意識を燃やし、メンフィスのサン・レコードへ幾たびか売り込みに通い、ようやくオーディションの機会を得た。1954年10月上旬、サン・レコードで10代の時に既に作っていた「Movie Magg」他数曲披露し、サム・フィリップスに採用された。1955年3月19日、『Movie Magg』でデビューし、B面の「Turn Around」が地域的にヒットした。南部および南西部のラジオでこの曲が流され、パーキンスはアーカンソー州マリアナ、ウエスト・メンフィスでプレスリーと共演することになった。プレスリーおよび自分の観客についてパーキンスは「叫んでいる観客の前に登場しようとしたが、観客達はプレスリーの登場を待ち望んでいた。それはまるで爆発物のようだった。世界中がロック一色になったようだった」と語った。
サン・レコードから次にジョニー・キャッシュとテネシー・トゥがデビューすることになった。1955年夏、彼らはアーカンソー州リトルロック、フォレスト・シティ、コリンス、テュペロをツアーした。エル・ランショに再登場した時、パーキンス兄弟は交通事故に関わった。運転してきた友人がハンドルに引っ掛かって動けなくなった。パーキンスは燃え始めた車から彼を引きずり出した。クレイトンは車から投げ出されたが、重篤な怪我には至らなかった。
1955年10月、サン・レコードから発表された『Gone Gone Gone』が地域的にヒットした。この曲はカントリーとリズム・アンド・ブルースの風味豊かなバウンス・ブルースであった。この曲は古典的な『Let the Jukebox Keep On Playing』のB面で、フィドル、ウエスタン・ブギのベース、スティール・ギター、涙をそそる歌声で構成された。
パーキンスの演奏についてフィリップスは「私はカールがロックを演奏できることを知っているが、彼は当初からエルヴィスが世に出る前からあの音楽を演奏していたと語っていた。この2人のどちらがカントリー界に革命を起こしたのか目の当たりにしたかった」と語った。

### ブルー・スエード・シューズの大ヒット
1955年秋、パーキンスはあるダンサーがデート中にスエードの靴に傷がついて怒っているのを目撃し、『ブルー・スエード・シューズ』を作曲した。数週間後の1955年12月19日、パーキンスとバンドのメンバーはメンフィスのサン・スタジオでセッション中にこの曲をレコーディングした。フィリップスの提案で歌詞を「Go, cat, go」から「boogie vamp」に変更した。1955年11月、プレスリーがサン・レコードからRCAレコードに移籍すると、1954年終盤からパーキンスのレコーディングを担当していたフィリップスはパーキンスに「カール・パーキンス、今君が私のロカビリー・キャットだ」と語った。サン・レコードは、プレスリーに続く看板アーティストとしてパーキンスに白羽の矢を立て、ロカビリー・シンガーとして売り出した。1956年1月1日、『ブルー・スエード・シューズ』が発表され、大ヒットした。アメリカでは『ビルボード』誌のカントリー・チャートで第1位(彼にとって唯一の第1位)、ポピュラー・チャートで第2位を獲得した。3月17日、パーキンスはカントリー・ミュージシャンとして初めてリズム・アンド・ブルース・チャートで第3位を獲得した。その夜、ABCの『Ozark Jubilee』でテレビ・デビューし、この曲を演奏した。
イギリスではこの曲は第10位にランクインした。サン・レコード所属アーティストで100万枚売り上げた最初の曲となった。B面の『ハニー・ドント』はビートルズ、ワンダ・ジャクソン、T・レックスにカヴァーされた。ビートルズ版でジョン・レノンがリードだったが、後にリンゴ・スターになった。レノンは『Lost Lennon Tapes』でもこの曲を演奏した。

### 交通事故
1956年3月21日、ヴァージニア州ノーフォークでの出番を終えたパーキンス一行は、3日後に放送を控えているNBC『ペリー・コモ・ショー』の撮影のため、ニューヨーク州ニューヨークに向かった。3月22日の夜明け前、デラウェア州ドーバーとウッドサイドの間の13号線で、スチュアート・ピンカム(別名リチャード・スチュアート、プア・リチャード)が運転していたとされるパーキンス一行の車は、途中で ピックアップトラックと衝突して深さ1フットの水路に入ってしまった。パーキンスは水中にうつぶせに投げ出されるも、ドラム奏者のホランドがパーキンスをひっくり返して溺死を防いだ。パーキンスは首の脊椎骨を3ヶ所骨折、脳震盪、鎖骨骨折、全身に切り傷を負い、その後1日意識不明となった末に回復した。しかし40歳の農家でピックアップトラックの運転手だったトーマス・フィリップスはハンドルに突っ込んで死亡し、兄のジェイは内臓損傷を伴う首の骨折を負い、この事故が元で合併症により数年後に死亡する大事故となった。
3月23日、ビル・ブラック、スコティ・ムーア、D・J・フォンタナは翌日プレスリーと共演するためにニューヨークへ向かう途中、パーキンスを見舞った。フォンタナはパーキンスが「今まで会った人々の中でも君たちが天使に見えた」と語ったと思い返した。ブラックはパーキンスに「エルヴィスから愛をこめて」と語り、隣のベッドに酸素テントが設置されていたにも関わらずパーキンスのたばこに火をつけた。1週間後、プレスリーから見舞い電報が届いた。
3月22日の時点で『ブルー・スエード・シューズ』は50万枚以上を売り上げており、フィリップスは『ペリー・コモ・ショー』においてゴールド・レコードでパーキンスを驚かせようと画策した。パーキンスが怪我から回復する中、『ブルー・スエード・シューズ』はポピュラー、リズム・アンド・ブルース、カントリーの地域的チャートで第1位を獲得し、『ビルボード』誌のBillboard Hot 100とカントリー・チャートでも第2位を獲得していた。プレスリーの『ハートブレイク・ホテル』はポップスとカントリーで第1位であったが、リズム・アンド・ブルースのチャートでは『ハートブレイク・ホテル』よりも『ブルー・スエード・シューズ』の方が上位であった。4月中旬、『ブルー・スエード・シューズ』は100万枚以上を売り上げた。
4月3日、ジャクソンで療養中、プレスリーが『The Milton Berle Show』に初登場して「ブルー・スエード・シューズ」を演奏した。プレスリーにとって全米放送でこの曲を演奏するのは『The Steve Allen Show』での2回に続き、これが3回目であった。プレスリー版はパーキンス版よりも有名になったが、『ビルボード』誌のポピュラー・チャートでは第20位に留まった。

### 復帰
1956年4月21日、テキサス州ボーモントのビッグ・D・ジャンボリー公演で復帰した。ツアー再開前、フィリップスはまだ療養中のジェイの代理を務めるエド・シスコと共にサン・レコードでレコーディング・セッションを企画した。4月中旬までに「Dixie Fried」、「Put Your Cat Clothes On」、「Right String, Wrong Yo-Yo」、「You Can't Make Love to Somebody」、「みんないい娘」、「That Don't Move Me」をレコーディングした。
同年夏には、『トップ・スターズ・オブ・'56』というショーで、たった2曲を演奏して1,000ドルのギャラを得た。このショーには、チャック・ベリーやフランキー・ライモン&ザ・ティーンエイジャーズも出演していた。パーキンスがサウスカロライナ州コロンビアのステージに上がると、観客に押し上げられて顎から血を流した若者がいることに気づいたパーキンスは「これは危険だ。多くの子供が怪我をする。ただクレイジーな多くの暴動が起こっている。音楽は人々をおかしくさせる」と語った。この出来事に衝撃を受けたパーキンスはツアーを一時取りやめた。9月下旬のある火曜日の夜、ペンシルベニア州のリーディング・フェアにジーン・ヴィンセントとリリアン・ブリグスと共に出演し、39,872人を動員した。マサチューセッツ州のブロックトン・フェアでは、特別観覧席も満席で千人もの人々が豪雨の中パーキンスとブリグスの歌を聴くために立っていた。
1956年、サン・レコードから『ボッピン・ザ・ブルース』（B面「All Mama's Children」）と『Dixie Fried』（B面「I'm Sorry, I'm Not Sorry」）を発表した。『ボッピン・ザ・ブルース』のB面の「All Mama's Children」はジョニー・キャッシュとの共作である。1957年2月には『マッチボックス』（B面「Your True Love」）を発表した。『ボッピン・ザ・ブルース』は『キャッシュボックス』誌のポップ・シングル・チャートで第47位、『ビルボード』誌のカントリー・チャートで第9位、Billboard Hot 100で第70位となった。
「マッチボックス」はロカビリーのクラシックと考えられている。この曲のレコーディングの日、プレスリーはスタジオを訪れた。ジョニー・キャッシュ、パーキンス、ジェリー・リー・ルイス、プレスリーは1時間以上ゴスペル、カントリー、リズム・アンド・ブルースの曲を歌い、収録した。このカジュアルなセッションは翌日の地元紙により「ミリオン・ダラー・カルテット」と名付けられ、1990年にはCDとして発表された。
1957年2月2日、パーキンスは再度『Ozark Jubilee』に出演し、「マッチボックス」と「ブルー・スエード・シューズ」を演奏した。1957年、カリフォルニア州コンプトンの『Town Hall Party』に少なくとも2回出演し、この2曲を演奏した。
1957年8月、ジョニー・キャッシュと共作の「That's Right」（B面はバラード「Forever Yours」）を発表したが、チャートには入らなかった。
1957年、アーロン・シュローダー、シド・テッパー、ロイ・ベネット作曲の「グラッド・オール・オーバー」が映画『Jamboree』で使用され、1月にサン・レコードより発表された。

### 移籍後
1958年、サン・レコードを去ったパーキンスは、コロムビア・レコードと契約を結んだ。「ジャイヴ・アフター・ファイヴ」や「ロッキン・レコード・ホップ」、「リーヴァイ・ジャケット」、「Pop, Let Me Have the Car」、「Pink Pedal Pushers」、「Any Way the Wind Blows」、「Hambone」、「Pointed Toe Shoes」、「Sister Twister」、「L-O-V-E-V-I-L-L-E」を録音したが、サン・レコードの時の成功はしていない。「ピンク・ペダル・プッシャーズ」、「ポインテッド・トゥー・シューズ」がかろうじてチャート入りしたくらいである。
1959年、ジョニー・キャッシュにカントリー「The Ballad of Boot Hill」を作曲し、キャッシュはコロムビアからコンパクト盤を発表した。
1962年から1963.年、ラスベガスにあるゴールデンナゲット・カジノでしばしば演奏し、中西部9州とドイツでコンサート・ツアーを行なった。
1964年5月、チャック・ベリーと共にイギリスでツアーを敢行した。パーキンスは、イギリスにいる間にアメリカでの知名度が下がり、イギリスでは無名で観客が入らず恥をかくだろうとと考え、当初このツアーを引き受けることに乗り気ではなかった。一方ベリーは1950年代から特にイングランドでで高い人気を得ており、どの公演も満員になると確信していた。アニマルズが2人のバックバンドを務めた。ツアー最終日、ビートルズに招待を受けた。リンゴ・スターがシングル『ブルー・スエード・シューズ』のB面に収録された「ハニー・ドント」を歌っても良いか聞いた所、パーキンスは快諾した。その後ビートルズは「マッチボックス」、「ハニー・ドント」、「みんないい娘」を録音した。「みんないい娘」は元々は1936年にレックス・グリフィンが作曲、演奏、収録したものであったが、1938年にロイ・ニュウマンも同じ題名で収録し、パーキンスがモダンに作曲しなおしたものであった。1963年、「グラッド・オール・オーバー」を2パターン収録した。パーキンスはその場に居合わせたものの、演奏には参加していない。秋には西ドイツで別のツアーを行なった。
1964年6月、ザ・ナッシュヴィル・ティーンズと共にブランスウィック・レコードでシングル『Big Bad Blues』（B面「Lonely Heart」）を発表した。
ジョニー・キャッシュとツアーに出ていた頃、パーキンスは酒量を減らすためビール以外の酒を絶ったが、オクラホマ州タルサでアーリータイムズを4日間に渡り飲み続けた。泥酔状態でカリフォルニア州サンディエゴ公演に出演したのち、さらにアーリータイムズを飲み続けたパーキンスは、ツアー・バスで意識を失った。朝まで幻覚に苦しんだ末、パーキンスはボトルを持ってひざまずき、「神様、私はこのボトルを投げ捨てようと思います。私はあなたを信じているということを証明します。太平洋にボトルを流しました。私は正しいことをしたと確信しています」と語った。パーキンスと薬物問題のあったキャッシュは互いにその自制を約束しあった。
1968年、キャッシュはパーキンスがスタンダードナンバーの「永遠の絆」を基に作曲した「ダディ・サング・ベース」を発表し、カントリー・チャートで6週間第1位となった。グレン・キャンベル、ザ・スタトラー・ブラザーズ、カール・ストーリーなどがカヴァーした。この曲はCMAアワード楽曲賞にノミネートされた。キャッシュのヒット曲「スーという名の少年」ではパーキンスがリード・ギターを務め、カントリー・チャートで5週間第1位、ポピュラー・チャートで第2位を獲得した。パーキンスは約10年間キャッシュの公演に同行し、『The Johnny Cash Show』にも出演した。パーキンスはキャッシュとデレク・アンド・ザ・ドミノスと共に『マッチボックス』を演奏した。またキャッシュはホセ・フェリシアーノとマール・トラヴィスとのリハーサル・ジャムにもパーキンスを参加させた。
1969年4月16日、『Kraft Music Hall』でキャッシュが司会を務め、パーキンスが『Restless』を歌った。またこの時ザ・スタトラー・ブラザーズの「Flowers on the Wall」も演奏された。
1969年2月、パーキンスはボブ・ディランと共に「Champaign, Illinois」を作曲した。ディランは2月12日から21日までテネシー州ナッシュビルでアルバム『ナッシュヴィル・スカイライン』をレコーディングし、6月7日に『The Johnny Cash Show』に出演した時にパーキンスに会った。ディランは作詞をしていたが行き詰っていた。パーキンスがリズムを弾くと、ディランは最後まで書くことができ、「あなたの曲です。持って行って曲をつけてほしい」と語った。1969年、この曲はパーキンスのアルバム『On Top』に収録された。
1969年、パーキンスはコロムビアのマリー・クルグマンとニューヨークのハドソン・ヴァレイで活動するロカビリー・グループのニュー・リズム・アンド・ブルース・カルテット(NRBQ )と集まった。「ボッピン・ザ・ブルース」、「Turn Around」などのように、NRBQがパーキンスのバックを務め、いくつかの曲はパーキンス、NRBQそれぞれがレコーディングした。1974年2月16日、人気カントリー番組『Hee Haw』にキャッシュと共に出演した。
また、1970年には、ジョニー・キャッシュの弟、トミー・キャッシュに書いた『ライズ・アンド・シャイン』がカントリー・ゴスペル・チャートのトップ10内に入り、『ビルボード』誌のカントリー・チャートで第9位、カナダのカントリー・チャートで第8位にランクインした。パーキンスが作曲した1970年の映画『お前と俺』のサウンドトラックからアリーン・ハーデンの「True Love Is Greater Than Friendship」が第40位以内に入り、『ビルボード』誌のカントリー・チャートでは第22位、同年、アル・マルティーノ版の同曲はアダルト・コンテンポラリー・チャートで第33位にランクインした。
長年サム・フィリップスとロイヤルティーで法的に争っていたが、1970年代のパーキンスの曲はパーキンスが所有することになった。

### 後年
1981年、元ビートルズのポール・マッカートニーと共に『ゲット・イット』をレコーディングし、パーキンスは歌とギターで参加した。この曲は1982年のヒット・アルバム『タッグ・オブ・ウォー』に収録された。またこの曲はややアレンジされ、シングルカットされたアルバムのタイトル曲のB面にも収録された。またこの曲はパーキンスがマッカートニーと共に作曲したとされる。自然発生したパーキンスの笑い声で曲はフェイドアウトする。
1980年代、ロカビリーの再評価が起こり、パーキンスは再び脚光を浴びるようになった。1985年、映画『ポーキーズ/最後の反撃』のサウンドトラックとしてストレイ・キャッツのリー・ロッカーとジム・ファントムと共に『ブルー・スエード・シューズ』を再収録した。
1985年、ジョージ・ハリスン、エリック・クラプトン、デイヴ・エドモンズ、リー・ロッカー、ロザンヌ・キャッシュ、リンゴ・スターおよびパーキンスは、ロンドンにあるライムハウス・スタジオで『ブルー・スエード・シューズ: ア・ロカビリー・セッション』なるテレビの特別番組を収録した。1986年1月1日、チャンネル4で放送された。パーキンスは16曲およびアンコール2曲を演奏した。パーキンスとその友人達は最後に作曲されてから30年以上経ったパーキンスの著名な曲を演奏し、パーキンスは涙を流した。この特別なコンサートはパーキンスの後年のキャリアの記念すべきできごとの1つとされ、パーキンスと著名なゲストにより行なわれたこの活気ある演奏はファン達を大きく喜ばせた。2006年、スナッパー・ミュージックよりDVDが発表された。
1985年、ナッシュヴィル作曲家の殿堂に殿堂入りし、1987年、彼の音楽への貢献が広く認知されていることによりロックの殿堂に殿堂入りした。また『ブルー・スエード・シューズ』が『ロックの殿堂が選ぶ500曲のロック』に選ばれ、グラミーの殿堂入りを果たした。このジャンルの先駆者としての貢献はロカビリーの殿堂にも認知されている。
1985年、ジョン・ランディス監督の映画『眠れぬ夜のために』に出演。
1986年、メンフィスのサン・スタジオに戻り、キャッシュ、ジェリー・リー・ルイス、ロイ・オービソンと共にアルバム『Class of '55』を収録した。サン・レコードの初期、特に1956年、パーキンス、プレスリー、キャッシュ、ルイスにより行なわれたミリオン・ダラー・カルテットのジャム・セッションのトリビュート作品となった。
1989年、ザ・ジャッズがカントリーで第1位となった「Let Me Tell You About Love」を共作およびギター・演奏を行なった。同年、チェット・アトキンス、トラヴィス・トリット、スティーヴ・ウォリナー、ジョーン・ジェット、チャーリー・ダニエルズがポール・シャッファー、ウィル・リーと共に参加したアルバム『Friends, Family, and Legends』のためにプラチナム・レコードと契約した。1992年、このCD制作中、喉頭がんを患った。
サン・レコードに戻り、プレスリーのリード・ギターをしていたスコティ・ムーアとCDを作製した。ベル・ミード・レコードから発表されたこのCD『706 ReUNION』にはD・J・フォンタナ、マーカス・ヴァン・ストーリー、ザ・ジョーダネアーズが参加した。1993年、ケンタッキー州グラスゴウでザ・ケンタッキー・ヘッドハンターズと共に「Dixie Fried」のミュージック・ビデオを再制作した。1994年、デュアンヌ・エディ、ザ・マーヴェリックスと共にRed Hot Organization によるエイズ基金アルバム『Red Hot + Country』に収録するため「マッチボックス」を収録した。
1996年、ジョージ・ハリスン、ポール・サイモン、ジョン・フォガティ、トム・ペティ、ボノが参加したパーキンスの最後のアルバム『Go Cat Go!』がBMGのインディーズ系ダイナソー・レコードから発表された。
1997年9月15日、ロイヤル・アルバート・ホールで行われた『モントセラト島救済コンサート』がパーキンスの生前最後のコンサートとなった。
1998年1月19日、テネシー州ジャクソンにあるジャクソン・マディソン郡立病院で咽頭がんによる脳梗塞のため65歳で死去した。ランバス大学で行われた葬式には、ジョージ・ハリスン、ジェリー・リー・ルイス、ワイノナ・ジャッド、ガース・ブルックス、ナッシュヴィル・エージェントのジム・ダラス・クラウチ、ジョニー・キャッシュ、ジューン・カーター・キャッシュが参列した。

## 私生活
1979年、テネシー州ジャクソンでは児童虐待や捨て子といった社会問題が多発していた。その子供たちの写真に、パーキンスは自分の子供たちの姿を重ね合わせた。私財を投げ打ち、「カール・パーキンス児童救済基金」を設立する。2年後の1981年10月、児童虐待防止の熱心な支持者で、パーキンスが計画したコンサートの収益金とNational Exchange Club の助成金を合わせ、Jackson Exchange Club と共にテネシー州で初めて、全米で4番目の児童虐待防止センターを設立した。毎年行なわれる『Circle of Hope Telethon』がセンターの予算の4分の1をまかなう。